# Гемиморфит
Гемиморфи́т (англ. Hemimorphite,  др.-греч. ἡμι- — полу- и μορφή — форма) — минерал группы силикатов, водосодержащий силикат цинка островной структуры. Название связано со «сжатой» формой кристаллов. Синоним — каламин (лат. calamia). Международное геммологическое сокращение — gmm. Впервые описан как самостоятельный минерал в 1853 году.

## Свойства
Кристаллы таблитчатые, часто удлинённые. Двупреломление +0,022. Дисперсия, плеохроизм отсутствуют. Спектр поглощения не интерпретируется. Люминесценция слабая, нехарактерная. Часто в гемиморфите отмечается чередование белых и голубых полос или тёмные включения оксидов марганца, лимонита и других минералов. Растворяется в соляной кислоте. Обладает пироэлектрическими свойствами.
Встречается в виде волокнистых, радиально-лучистых, почковидных или сталактитоподобных агрегатов, а также в виде мелких кристаллов, которые образуют корки и друзы на стенках пустот и трещин. Образуется как вторичный минерал в зонах окисления свинцово-цинковых месторождений, чаще всего сфалерита. Ассоциируется с галенитом, кальцитом, смитсонитом, сфалеритом, церусситом.
Состав (%): 67,5 ZnO; 25 SiO2; 7,5 H2O. Примеси: Pb, Fe, Ca, Mg, Ti, Al, Cd.
По внешнему виду можно спутать со смитсонитом, бирюзой. Твёрдость 4—5; плотность 3,4—3,5 г/см3.

## Месторождения
Месторождения гемиморфита имеются в Алжире, Австрии, Бельгии, Великобритании, Германии (Ахен), Италии (Сардиния), Греции, Мексике (Чиуауа), США (штаты Калифорния, Монтана, Невада, Пенсильвания, Юта), Намибии, Центральном Казахстане (Акжол, Кызылеспе, Гульшат), Польше (Верхняя Силезия), России (Восточное Забайкалье), Вьетнаме, Китае.

## Применение
Является рудой цинка (содержит цинка до 52,4 %). Обогащается флотацией. Коллекционерами особо ценятся хорошо развитые кристаллы на подложке. Бесцветные и синие кристаллы иногда используются в ювелирном деле. Также используется в косметической промышленности, в составе косметических средств, например в виде порошка.